# Тодор Тодоров (скулптор)
Вижте пояснителната страница за други личности с името Тодор Тодоров.
Тодор Тодоров е български скулптор

## Биография
Тодор Тодоров е роден в София в семейство на визуални артисти. Майка му Веса Дончова Краваева е известен български художник, носител на орден „Стара Планина“ за монументален текстил. Баща му Иван Тодоров Иванов е скулптор.
През 1971 завършва Национална художествена гимназия за изящни изкуства „Илия Петров“ в София, а след това Национална художествена академия, специалност „Изящна скулптура“ в София, като придобива магистърска и докторска степен. През 1988 се жени за Даниела Тодорова, художник, от която има двама сина – Стоян Тодоров и Симон Тодоров.
Има реализирани над 48 голямо форматни скулптури за публични проекти в градска и паркова среда. Негови творби са притежание на чуждестранни и български частни и държавни колекции.
Редица произведения са притежание на музейни – държавни и частни колекции, градски скулптурни паркове и държавни и частни музейни паркове: Япония, България, Австрия, Австралия, Великобритания, Япония, Финландия, Унгария, Тайван, Китай, Португалия, Южна Корея, Гърция, Холандия, остров Джърси, Шотландия и Южна Африка. 

## Образование
2009-12         Национална Художествена Академия, София       Ph.D.SCULPTURE
1975-77         Национална Художествена Академия, София       M.A.SCULPTURE
1971-75           Национална Художествена Академия, София       B.A.SCULPTURE
1966-71           Национална Художествена Гимназия, София - High School of Art Diploma

## Творчество
Отличава се с влечение към абстрактната голямо форматна метална скулптура и кинетични проекти. В този период създава обект, посветен на 1300 години България – Водната каскада в Шумен – 5000 кв.м. Това е абстрактна композиция от 13 огромни каменни елемента символизиращи 13-те века и водата символ на времето, преминаващо през тях. Авторът твори предимно в неръждаема стомана, камък и бронз.
През 1988 прави първата монументална стоманена скулптурна изложба на открито в София с кинетични произведения от стомана. По-късно написва докторат с авторската си теория за скулптурата и природните елементи Вода, Земя, Огън и Въздух. Автор на десетки проекти с движение, звук, светлина и нови технологии, някои от които успява да реализира. Някои от тези произведения са наградени за високи достижения и синтез на изкуство и наука в чужбина.
В по-късния период от кариерата си Тодор Тодоров започва да прави публикации за съвременна скулптура в авторитетни списания за съвременно изкуство.
Кинетичната му скулптура „Танц“ е била една от 20-те директно поставени за постоянно олимпийските сгради на Летни олимпийски игри 2008 в Пекин. Други кинетични скулптури на Тодор Тодоров могат да се видят в „Artparks Sculpture Park“, Гърнзи Великобритания, „Sculpture by the Sea“, Сидни и  „Venice Sculpture Park“.
През 2004 и 2005 г. той печели първа награда за кинетична скулптура в Международният конкурс на „Организация на кинетично изкуство“, в Палм Бийч, Флорида, САЩ.Тодор Тодоров е първия български скулптор, избран за член на Кралското общество на британските скулптори. През 2000 година е избран за Милениума от град Хамилтън за скулптурата на градския площад, за което е награден.
Следват негови изяви с монументални скулптури от камък и метал. Много от изявите в чужбина от по-късните му години са с изложби в които представя разработки, проекти с филми и реализации, съпътствани с лекции за съвременна скулптура. След 2010 г. работи по камерни проекти със звук и движение, и проекти които позволяват да бъдат представяни пред аудитория в зала.

## Скулптури на Тодор Тодоров
Една скулптура направена от г-н Тодор се намира срещу хотел Хилтън в София. Скулптурата е израз на благодарността на България към страната на изгряващото слънце , Япония. Танц на слънцето е името на красивата скулптура която е акт на един од най-великите скулптори в България. Проекта е под патронажа на Посолство на Япония.Описанието на проекта е написано на 3 езици:Български,Японски,Английски.

## Издадени книги
„ЕЛЕМЕНТАЛНА СКУЛПТУРА“
През 2013 издава първата си книга в която, представя доктората си за съвременна скулптура в градска и паркова среда. Доктората разглежда неговата авторска теория за монументална скулптура свързана с взаимоотношенията между скулптурата и природните елементи. Книгата е публикувана от издателство „Кеймбридж“ през 2013 на английски език и от издателство „Алтера“ на български език. Има множество публикации и лекции в България и чужбина. 

## Членства в професионални организации
Съюз на българските художници
Международен Скулптурен Център
БРИТАНСКОТО КРАЛСКО ОБЩЕСТВО НА СКУЛПТОРИТЕ
Международна асоциация на монументалните скулптури
Член на Art & Architecture (A&A)
почетен член на Китайския Скулптурен Институт Архив на оригинала от 2022-04-18 в Wayback Machine.